# Varennes-sur-Fouzon
Varennes-sur-Fouzon ist eine Ortschaft und eine Commune déléguée in der französischen Gemeinde Val-Fouzon mit 644 Einwohnern (Stand: 1. Januar 2022) im Département Indre in der Region Centre-Val de Loire. Die Einwohner werden Varennois genannt.
Seit 1. Januar 2016 bilden die früheren Gemeinden Parpeçay, Sainte-Cécile und Varennes-sur-Fouzon die Gemeinde Val-Fouzon. Die Gemeinde Varennes-sur-Fouzon gehörte zum Arrondissement Issoudun und zum Kanton Valençay.

## Geographie
Varennes-sur-Fouzon liegt rund 61 Kilometer westnordwestlich von Bourges und 45 Kilometer nordnordöstlich von Châteauroux am Fouzon.

## Geschichte
| Jahr                       | 1962 | 1968 | 1975 | 1982 | 1990 | 1999 | 2006 | 2013 |
| Einwohner                  | 813  | 816  | 719  | 679  | 629  | 663  | 691  | 709  |
| Quellen: Cassini und INSEE |      |      |      |      |      |      |      |      |

## Sehenswürdigkeiten

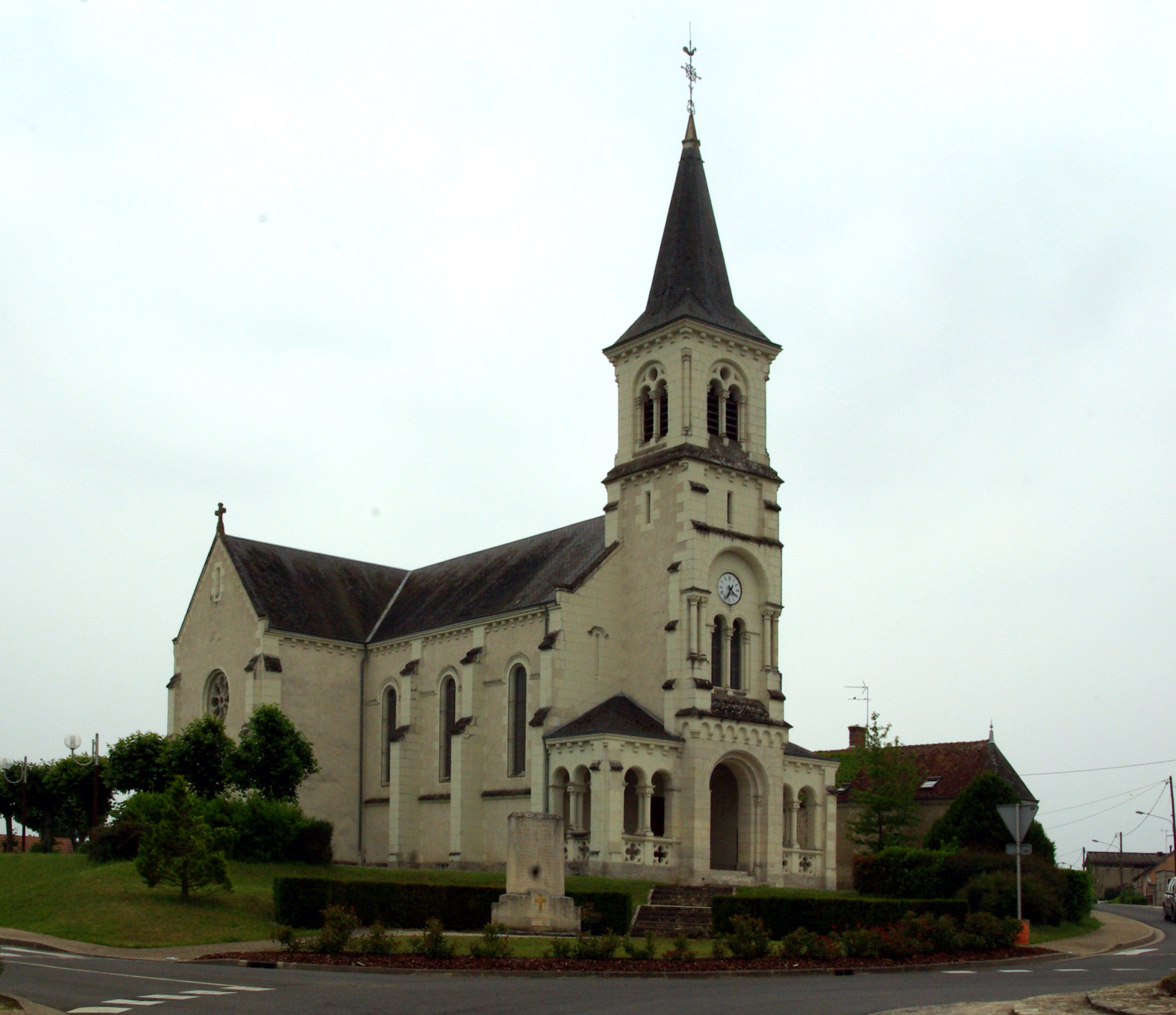
Kirche Saint-Linacius

- Kirche Saint-Linacius
- Schloss L'Épinat